# Kašima Antlers
Kašima Antlers (japonsky 鹿島アントラーズ) je japonský fotbalový klub z města Kašima hrající v J. League. Klub byl založen v roce 1947 v Ósace pod názvem Sumitomo Metals. Svá domácí utkání hráje na Kashima Soccer Stadium s kapacitou 40 000 diváků. 8x vyhráli nejvyšší japonskou ligu a v roce 2018 asijskou Ligu mistrů.

## Historie
Klub byl založen roku 1947 v Ósace jako Sumitomo Metal Industries Factory Football Club. Opírá se o finanční podporu Nippon Steel & Sumitomo Metal. Hrával poloprofesionální Japan Soccer League a roku 1975 se přestěhoval do Kašimy v prefektuře Ibaraki.
Roku 1984 postoupili do 1. ligy, pak pendlovali mezi 1. a 2. ligou.
V letech 1991–1994 hrál v týmu Brazilec Zico.
Když roku 1993 vznikla profesionální J. League, klub se přejmenoval na Kašima Antlers. Ač hrál naposledy 2. ligu, byl zařazen do 1. ligy, protože některé prvoligové kluby se rozhodly jít do nižší ligy, protože nebyly na plně profesionální 1. ligu připraveny. Tým vyhrál ligu poprvé v roce 1996 a má nejvíce mistrovských titulů.
Roku 2016 tým hrál Mistrovství světa klubů (jako mistr Japonska, protože se hrálo v Japonsku). V semifinále porazil kolumbijský Atlético Nacional 3:0 a ve finále prohrál s Realem Madrid až po prodloužení 2:4.
Roku 2018 tým vyhrál asijskou Ligu mistrů.

## Úspěchy

### Domácí
- J1 League:
  - Mistr (8): 1996, 1998, 2000, 2001, 2007, 2008, 2009, 2016
- Císařský pohár:
  - Vítěz (5): 1997, 2000, 2007, 2010, 2016
- J.League Cup:
  - Vítěz (6): 1997, 2000, 2002, 2011, 2012, 2015
- Japonský superpohár:
  - Vítěz (6): 1997, 1998, 1999, 2009, 2010, 2017

### Mezinárodní
- Mistrovství světa ve fotbale klubů
  - Finalista (1): 2016
- Liga mistrů AFC
  - Vítěz (1): 2018
- A3 Champions Cup:
  - Vítěz (1): 2003
- Suruga Bank Championship:
  - Vítěz (2): 2012, 2013

## Významní hráči
- Jasuto Honda
- Jutaka Akita
- Naoki Sóma
- Rjúzó Morioka
- Takajuki Suzuki
- Daidžiró Takakuwa
- Acuši Janagisawa
- Akira Narahaši
- Kódži Nakata
- Micuo Ogasawara
- Hitoši Sogahata
- Daiki Iwamasa
- Acuto Učida
- Masahiko Inoha
- Júja Ósako
- Gaku Šibasaki
- Daigo Niši
- Gen Šódži
- Naomiči Ueda
- Mú Kanazaki
- Zico
- Leonardo
- Carlos Mozer
- Jorginho
- Bismarck
- Bebeto